# Cominotto
Cominotto (em maltês:  Kemmunett) é uma pequena ilha desabitada do Mar Mediterrâneo pertencente à República de Malta.  Possui apenas 0,25 km de área e está situada 100 metros a oeste (36 ° 0'55 "N, 14 ° 19 '16" de longitude leste) da ilha de Comino. O mar entre as duas ilhas é muito raso, dando à água uma cor de tonalidade turquesa. Por causa disso, esse trecho de mar é conhecido como ‘’’Lagoa Azul’’ (em maltês: Bejn il-Kmiemen, que significa "Entre os Cominos").
A região recebe grande número de turistas todos os anos, atraídos pelo seu aspecto pitoresco e suas praias de areia branca. Também atrai mergulhadores interessados na rica biodiversidade marinha do local.